# M'bahiakro (departement)
M'bahiakro är ett departement i Elfenbenskusten. Det ligger i regionen Iffou, i den centrala delen av landet, 150 km nordost om huvudstaden Yamoussoukro.